# Crato
Crato este un oraș în statul Ceará (CE) din Brazilia.

## Legături externe
- Site oficial